# 흑발 (영화)
"흑발"(The Black Hair)은 한국에서 제작된 장일호 감독의 1974년 공포 영화이다. 진평 등이 주연으로 출연하였고 신태선 등이 제작에 참여하였다.

## 출연

### 주연
- 진평
- 이혜숙
- 김무영

### 조연
- 남궁훈
- 진봉진